# Microsoft Office Picture Manager
Vous pouvez aider à l'améliorer ou bien discuter des problèmes sur sa page de discussion.
- Il peut contenir un travail inédit ou des déclarations non vérifiées. Vous pouvez l’améliorer en ajoutant des références. (Marqué depuis novembre 2023)

Vous pouvez aider à l'améliorer ou bien discuter des problèmes sur sa page de discussion.
- Il ne cite pas suffisamment ses sources. Vous pouvez indiquer les passages à sourcer avec {{référence nécessaire}} ou {{Référence souhaitée}}, et inclure les références utiles en les liant aux notes de bas de page. (Marqué depuis septembre 2020)
- Il relève du guide pratique, ce qui n'est pas de nature encyclopédique. Vous pouvez reformuler les passages concernés, ou remplacer ce bandeau par {{pour Wikibooks}}, {{pour Wikiversité}}, ou {{pour Wikivoyage}}, afin de demander le transfert vers un projet frère plus approprié. (Marqué depuis novembre 2023)

- Archive Wikiwix
- Bing
- Cairn
- DuckDuckGo
- E. Universalis
- Gallica
- Google
- G. Books
- G. News
- G. Scholar
- Persée
- Qwant
- (zh) Baidu
- (ru) Yandex
- (wd) trouver des œuvres sur Wikidata

Microsoft Office Picture Manager est le logiciel qui succède à Microsoft Office Photo Editor. 
Il est disponible dans la version Office 2003. Il permet non seulement de retoucher des photos, mais également de créer un album. Il est possible d'ajouter des macros — en Visual Basic — au programme pour ajouter de nouvelles fonctions.

## Problèmes de fonctionnement

### Contournement valable pour Office XP et Office 2003 et 2007[1]fonctionne avec Office 2010 et 2013 d'installé
Pour contourner ce problème, réinstallez Photo Editor. Pour cela, procédez comme suit :
1. Insérez le CD-ROM Microsoft Office XP ou 2003 ou 2007  dans le lecteur de CD-ROM ou de DVD-ROM de l'ordinateur.
2. Si le programme d'installation de Microsoft Office XP ne démarre pas automatiquement, procédez comme suit :
  1. Cliquez sur Démarrer, puis sur Exécuter.
  2. Dans la zone Ouvrir, tapez lecteur:\Setup.exe, où lecteur correspond à la lettre du lecteur de CD-ROM ou de DVD-ROM.
3. Démarrez le processus d'Installation, puis sélectionnez Personnaliser comme type d' installation.
4. À l'étape Sélection des composants, définissez chaque nœud de l'arborescence d'installation sur Non disponible.
5. Sous Composants à installer, développez Outils Office.
6. Cliquez sur Microsoft Photo Editor, ou Microsoft Office Picture manager puis sur Exécuter à partir du disque dur.
7. Cliquez sur Installer maintenant.
8. Cliquez sur OK lorsque le programme d'installation de Microsoft Office XP s'est exécuté correctement.

### Statut
Microsoft a confirmé l'existence de ce problème dans les produits Microsoft répertoriés dans la section « Liste des produits concernés par cet article ».